# Spoorlijn St. Gallen - Appenzell
De spoorlijn St. Gallen - Gais - Appenzell is een Zwitserse spoorlijn. De lijn was tussen 1889 en 1987 de voormalige particuliere spoorwegonderneming Elektrische Bahn St. Gallen–Gais–Appenzell (afgekort SGA). Sinds 2006 maakt deze spoorlijn deel uit van de Appenzeller Bahnen (AB).

## Geschiedenis
Door de Appenzeller-Strassenbahn-Gesellschaft (ASt) werd op 1 oktober 1889 het traject Sankt Gallen – Gais geopend. In de volksmond werd deze lijn Gaiserbahn genoemd. De voortzetting van Gais naar Appenzell volgde op 1 juli 1904.
De ASt veranderde op 23 januari 1931 de naam in Elektrische Bahn St. Gallen–Gais–Appenzell (SGA).
Reeds in 1970 werkten de directie van de SGA samen met de directie van de Appenzeller Bahn (AB).
Om normaalsporige goederenwagens op het meterspoornet te kunnen vervoeren werd op 1 juli 1978 een nieuw rolbokinstallatie in Gossau in bedrijf genomen. Met dit vervoer wordt het traject Gossau – Appenzell – Wasserauen bedient. Vanaf 1989 werd het rolbokbedrijf uitgebreid tot het traject Appenzell – Gais – Teufen.
Op 1 januari 1988 fuseerde de SGA met de Appenzeller Bahn (AB) tot de Appenzeller Bahnen.

## Tandradsysteem
De SGA maakt gebruik van het tandradsysteem Riggenbach-Klose. Riggenbach is een tandradsysteem ontwikkeld door de Zwitserse constructeur en ondernemer Niklaus Riggenbach (1817-1899).

## Fusie
In 1949 fuseerde de SGA met de Altstätten–Gais-Bahn (AG) en gingen verder als Elektrische Bahn Sankt Gallen-Gais-Appenzell (SGA).

## Elektrische tractie
Het traject van de ASt werd op 23 januari 1931 geëlektrificeerd met een spanning van 1500 volt gelijkstroom.

## Afbeeldingen

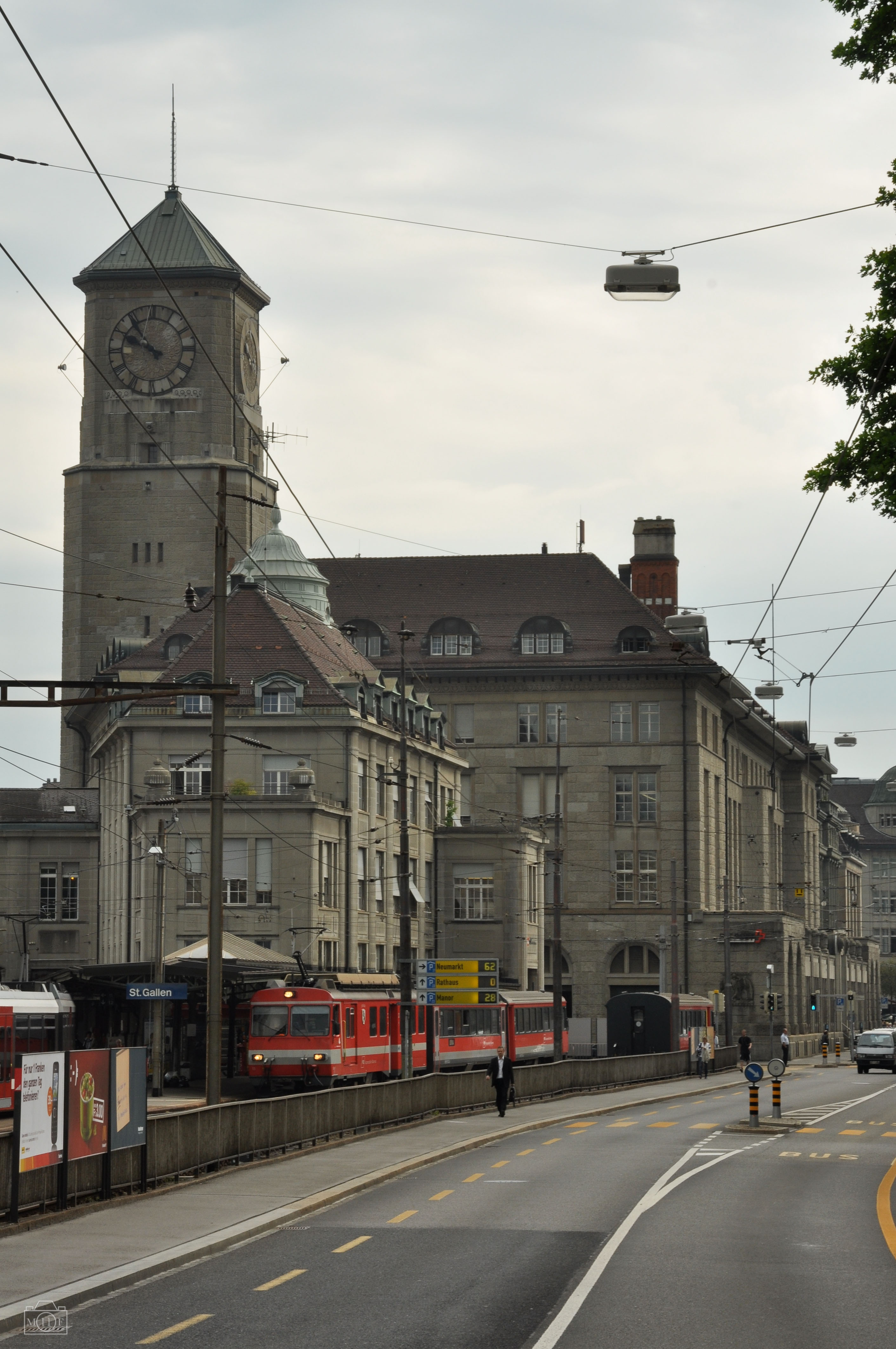
Station St. Gallen
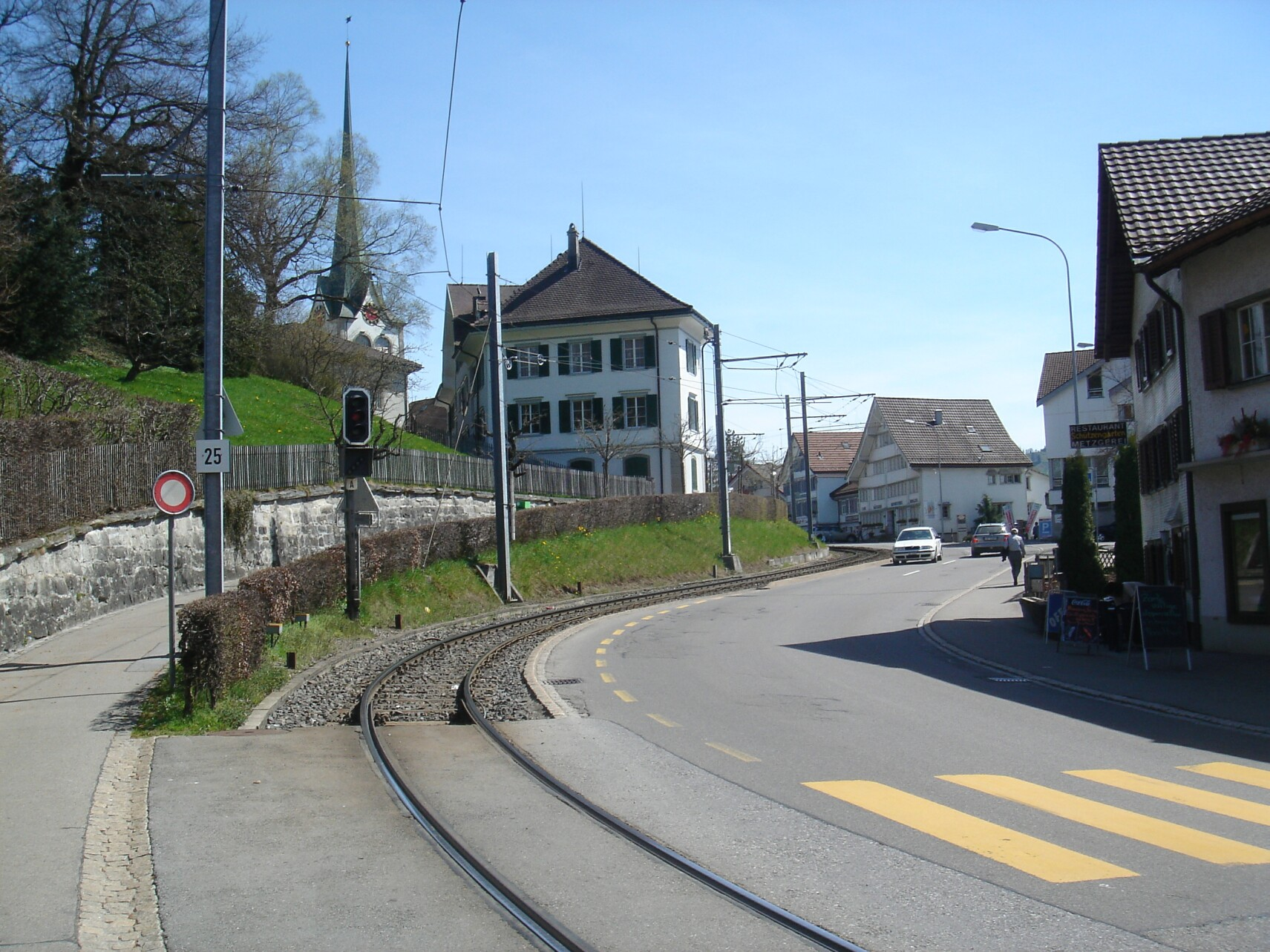
In Teufen
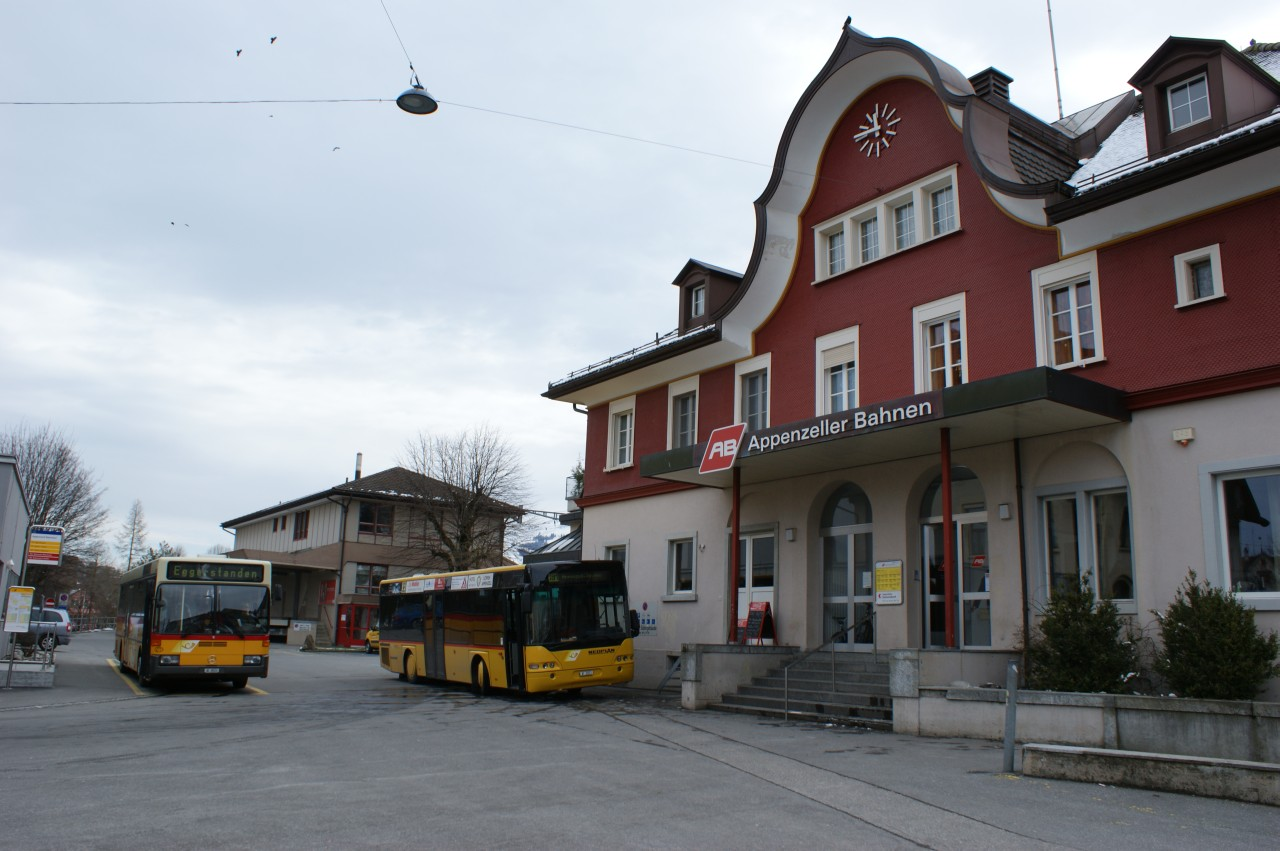
Station Appenzell met Postauto (2008)